# IZM
IZM es una revista en línea de Corea del Sur que publica reseñas sobre música pop, artículos y entrevistas con artistas. El periodista musical surcoreano Im Jin-mo la fundó en agosto de 2001 y es editada por el crítico Yeo In-hyub.

## Nombre
Respecto a la elección del nombre de la revista, So Seung-geun, representante de IZM, ha declarado que «se creó a partir de las iniciales de Im Jin-mo, el fundador del sitio web; pero también combina el sufijo -ism del inglés para incluir el significado de que la revista contiene pensamientos sobre música».